# Ph (digramme)
Cette page contient des caractères spéciaux ou non latins. S’ils s’affichent mal (▯, ?, etc.), consultez la page d’aide Unicode.
Pour les articles homonymes, voir PH (homonymie).
Ph (minuscule ph) est un digramme de l'alphabet latin composé d'un P et d'un H. 

## Linguistique
- En français, en anglais, en gallois, et dans d'autres langues indo-européennes, le digramme « ph » représente généralement la consonne [f].
- Dans les romanisations des langues indo-aryennes, le digramme « ph » représente souvent la consonne aspirée [pʰ].
- À l'occasion des rectifications orthographiques du français en 1990, le mot nénuphar a été corrigé en nénufar, perdant le digramme « ph », car venant du sanskrit et non du grec. L'orthographe nénuphar proviendrait d'un rapprochement fallacieux avec le mot nymphe.

## Représentation informatique
Comme la majorité des digrammes, il n'existe aucun encodage du Ph sous la forme d'un seul signe. Il est toujours réalisé en accolant les lettres P et H.